# Rattus osgoodi
Rattus osgoodi és una espècie de mamífer rosegador de la família Muridae que viu al Vietnam. Aquesta espècie ha estat registrada en només dues zones a la província de Lam Dong, el sud del Vietnam (Musser i Carleton 2005): Langbian Pico (12° 03′ N, 108° 26′ E) i Gougah. Aquesta espècie es troba en una àmplia varietat d'hàbitats montans primaris i secundaris. Musser i Newcomb (1985) assenyalen que "sospiten que aquesta espècie és terrestre i viu a l'herba i els matolls densos els proporciona una bona cobertura que pot ocórrer sia al llarg dels marges del bosc o dispersos pel bosc amb un dosser obert. Els matolls espessos cobreixen els camps agrícoles adjacents poden també ser un bon hàbitat". No hi ha amenaces significatives per a la supervivència d'aquesta espècie. Està present en les àrees protegides a través de la seva distribució. Es necessiten més estudis sobre la relació entre aquest tàxon i Rattus losea.
Aquest tàxon fou anomenat en honor del mastòleg estatunidenc Wilfred Hudson Osgood.